# 福井県道246号杉山兼田線
福井県道246号杉山兼田線（ふくいけんどう246ごう すぎやまかねだせん）は福井県三方上中郡若狭町内の主要地方道と集落を結ぶ一般県道である。

## 路線概要
この地域は北を国道162号が南を国道27号が走り交通を支えているが、その中間に散在する集落はそのどちらにも遠いという問題がある。そのこの県道246号のように南北に走る道をその集落と接続させている県道が複数存在する。この県道は南の国道27号に接続するのではなく、その迂回路としての役割を担う福井県道24号小浜上中線に接続しその役割を果たしている。

### 路線データ
- 起点：福井県三方上中郡若狭町杉山
- 終点：同町兼田

## 道路状況
全線片側一車線の確保された快走路である。ヘキサポールも多く、安心して走ることができる。附近が工場地帯のためトラックなどの運搬車両が多く見られ、これによる混雑が間々見られるが、たまのことなので問題は無いように思われる。集落と県道を結ぶ道路としては非常に高規格な道である。

## 接続道路
- 福井県道24号小浜上中線（終点）

## 沿線
- 若狭テクノバレー